# Apple Pay
Apple Pay es un servicio de pago móvil creado por Apple que se presentó en una conferencia el 9 de septiembre de 2014. Su lanzamiento fue previsto para el 20 de octubre de 2014 para iPhone 6 y iPhone 6 Plus y a principios de 2015 para Apple Watch, y para iPad Air 2 y iPad Mini 3 (presentados el 16 de octubre de 2014). Sin embargo, para estos dos últimos solo pueden usarse en apps y tiendas virtuales y no físicamente, todo esto inicialmente disponible solo para Estados Unidos, y más tarde internacionalmente. El servicio permite a los usuarios del iPhone pagar su compra "con un solo toque" usando tecnología Near field communication (NFC) en conjunto con Touch ID y Passbook. También puede ser usado para realizar compras dentro de aplicaciones participantes; en su sitio web, Apple muestra el funcionamiento de Apple Pay en la aplicación móvil de Target, entre otras.

Disponibilidad mundial de Apple Pay a 18 de octubre de 2024.
Disponible
Suspendido

Las innovaciones de Apple Pay están fundamentadas en ser un sistema de pago confiable y sencillo ya que está blindado por un chips de tecnología NFC (near field communication) o comunicación de campo cercano en español donde interactúan con el lector de tarjetas de crédito, también los dos últimos modelos de iPhone tienen un chip separado llamado elemento seguro (SE, por sus siglas en inglés). Cada vez que un usuario inicia una transacción, el SE genera un código de un solo uso al azar en lugar de transmitir el número de débito o tarjeta de crédito del usuario.
Apple afirma que Apple Pay no almacena ningún dato de las compras de los usuarios, refiriéndose a que crea un único número encriptado de cuenta de dispositivo que oculta los detalles bancarios tanto a Apple como al comerciante, para minimizar el riesgo de robos de datos de tarjetas de crédito, por lo que se atienen a la gran seguridad que ofrece su nuevo servicio.
El 16 de octubre de 2014 durante otra conferencia, Apple anunció iOS 8.1, el cual incorpora Apple Pay. La actualización, disponible a partir del 20 de octubre de 2014, mismo día cuando comienza a funcionar el sistema de pagos Apple Pay, contando hasta el momento con 500 bancos que aceptan el servicio. y anuncios en redes sociales de McDonald's permitiendo el pago con este método.

| Fecha                   | País que soporta Apple Pay               |
| ----------------------- | ---------------------------------------- |
| 20 de octubre de 2014   | Estados Unidos                           |
| 14 de julio de 2015     | Reino Unido                              |
| 17 de noviembre de 2015 | Canadá                                   |
| 19 de noviembre de 2015 | Australia                                |
| 18 de febrero de 2016   | China                                    |
| 19 de abril de 2016     | Singapur                                 |
| 7 de julio de 2016      | Suiza                                    |
| 19 de julio de 2016     | Francia                                  |
| 20 de julio de 2016     | Hong Kong                                |
| 4 de octubre de 2016    | Rusia(suspendido el 25 de marzo de 2022) |
| 13 de octubre de 2016   | Nueva Zelanda                            |
| 25 de octubre de 2016   | Japón                                    |
| 1 de diciembre de 2016  | España                                   |
| 7 de marzo de 2017      | Irlanda                                  |
| 29 de marzo de 2017     | Taiwán                                   |
| 17 de mayo de 2017      | Italia                                   |
| 24 de octubre de 2017   | Suecia                                   |
| 24 de octubre de 2017   | Dinamarca                                |
| 24 de octubre de 2017   | Finlandia                                |
| 24 de octubre de 2017   | EAU                                      |
| 4 de abril de 2018      | Brasil                                   |
| 17 de mayo de 2018      | Ucrania                                  |
| 19 de junio de 2018     | Polonia                                  |
| 20 de junio de 2018     | Noruega                                  |
| 28 de noviembre de 2018 | Kazajistán                               |
| 28 de noviembre de 2018 | Bélgica                                  |
| 11 de diciembre de 2018 | Alemania                                 |
| 19 de febrero de 2019   | República Checa                          |
| 19 de febrero de 2019   | Arabia Saudita                           |
| 24 de abril de 2019     | Austria                                  |
| 8 de mayo de 2019       | Islandia                                 |
| 21 de mayo de 2019      | Hungría                                  |
| 21 de mayo de 2019      | Luxemburgo                               |
| 26 de junio de 2019     | Bulgaria                                 |
| 26 de junio de 2019     | Croacia                                  |
| 26 de junio de 2019     | Chipre                                   |
| 26 de junio de 2019     | Estonia                                  |
| 26 de junio de 2019     | Grecia                                   |
| 26 de junio de 2019     | Letonia                                  |
| 26 de junio de 2019     | Liechtenstein                            |
| 26 de junio de 2019     | Lituania                                 |
| 26 de junio de 2019     | Malta                                    |
| 26 de junio de 2019     | Países Bajos                             |
| 26 de junio de 2019     | Portugal                                 |
| 26 de junio de 2019     | Rumania                                  |
| 26 de junio de 2019     | Eslovenia                                |
| 26 de junio de 2019     | Eslovenia                                |
| 30 de junio de 2020     | Serbia                                   |
| 23 de febrero de 2021   | México                                   |
| 2 de noviembre de 2021  | Azerbaiyán                               |
| 2 de noviembre de 2021  | Colombia                                 |
| 2 de noviembre de 2021  | Costa Rica                               |
| 18 de enero de 2022     | Armenia                                  |
| 15 de marzo de 2022     | Perú                                     |
| 15 de marzo de 2022     | Argentina                                |
| 5 de abril de 2022      | Moldavia                                 |
| 9 de agosto de 2022     | Malasia                                  |
| 6 de diciembre de 2022  | Kuwait                                   |
| 6 de diciembre de 2022  | Jordania                                 |
| 21 de marzo de 2023     | Corea del Sur                            |
| 8 de agosto de 2023     | Chile                                    |
| 8 de agosto de 2023     | Vietnam                                  |
| 16 de abril de 2024     | Ecuador                                  |
| 6 de agosto de 2024     | República Dominicana                     |

## Seguridad
Apple Pay no guarda datos de ninguna tarjeta de crédito (ni siquiera encriptada) ni en los servidores del iPhone ni en los de Apple. Cuando un usuario se registre en Apple Pay, ya sea utilizando la tarjeta de crédito de iTunes o una nueva, la información de la tarjeta se encriptará y se enviará a la red de tarjetas correspondiente (Visa, Mastercard, etc). Una vez se valide la cuenta se devolverá un token que se almacenará en el SE (Secure Element) del iPhone. El SE es la plataforma que se encarga de almacenar, procesar y gestionar información de la forma más segura posible.
Los tokens, tal y como los implementa Apple, son una secuencia aleatoria y única de 16 cifras que referencia a una cuenta de una tarjeta de crédito. El único parecido entre el token y la cuenta son los últimos cuatro dígitos.
Cuando se inicie una transacción, el iPhone enviará el token al terminal y éste lo reenviará a la red de tarjetas donde se encuentre mapeada la cuenta que la creó. La red de tarjetas contactará con el banco del usuario para dar permiso a la transacción. Si la tarjeta es validada, el banco devolverá una autorización y la transacción continuará. De esta forma la información de la tarjeta nunca es revelada. Además, Apple Pay tiene más capas de seguridad añadidas como el Touch ID (sistema de autentificación mediante huella dactilar) y un sistema criptográfico que siempre acompaña a la transacción. De esta manera, Apple Pay no depende de una conexión a internet para realizar las transacciones.

### En caso de pérdida o robo
En caso de pérdida o robo del terminal, Apple Pay dispone de 3 niveles de seguridad.
El primer nivel de seguridad es el Touch ID que Apple Pay pide en cada transacción. Apple asume de antemano que este sistema por sí solo ya es suficientemente potente y seguro y que no puede ser hackeado. El segundo nivel es el modo "Perdido" del iPhone. En caso de pérdida o robo del dispositivo, el usuario puede, a través de iCloud, activar el modo "Perdido" del iPhone. Una vez activado, Apple Pay destruirá automáticamente todos los tokens almacenados en el SE. No obstante, este paso requiere conectarse a internet. Por último, el último nivel de seguridad consiste en la anulación de todas las tarjetas de crédito para evitar transacciones indeseadas.